# Pteris kathmanduensis
Pteris kathmanduensis är en kantbräkenväxtart som beskrevs av Fraser-jenk. och T. G. Walker. Pteris kathmanduensis ingår i släktet Pteris och familjen Pteridaceae. Inga underarter finns listade.